# Гімн Дубенського району
Гімн Ду́бенського району затверджений 23 грудня 2011 року на пленарному засіданні чергової дванадцятої сесії Дубенської районної ради.
Омріяна земле, Волинська перлино,

До волі і правди віками ти йшла

За тебе, величну, святу і нетлінну

Молімося Богу, щоб ти розцвіла.

Від прадідів славних живильне коріння

Дісталось у спадок безцінний для нас

Підтримують віру духовні святині

Які рятували цю землю не раз.

Приспів

Дубенщино світла і велична

В сонячних оспівана піснях

ти бережи свої чесноти вічні